# Scornicești
Scornicești este un oraș în județul Olt, Muntenia, România, format din localitatea componentă Scornicești (reședința), și din satele Bălțați, Bircii, Chițeasca, Constantinești, Jitaru, Mărgineni-Slobozia, Mihăilești-Popești, Mogoșești, Negreni, Piscani, Rusciori, Șuica și Teiuș. Are o populație de 10.795 de locuitori. Scornicești a fost declarat oraș în 1989.
Aici s-a născut dictatorul și fostul președinte al României comuniste, Nicolae Ceaușescu. În perioada comunistă, localitatea a cunoscut o transformare accelerată, aceasta devenind rapid, dintr-un mic sat, cu ocupație predominant agrară, un adevărat orășel, cu câteva fabrici și un cartier de blocuri. Însă, după înlăturarea dictatorului Nicolae Ceaușescu de la conducerea țării, în decembrie 1989, localității îi dispar avantajele, iar declinul economic si demografic se resimte din plin.

## Istoric
- Pe teritoriul Scorniceștiului (în satele Mogoșești, Jitaru și Constantinești) au fost descoperite urme de cultură materială din Neoliticul Târziu (cultura Sălcuța) și din începutului Epocii Bronzului (cultura Glina). De asemenea, au mai fost descoperite două așezări getice (sec. 2 - 1 î. Hr.), necropolă daco-romană (sec. 3 d.Hr.) și un cimitir medieval românesc. În satul Teiuș s-a descoperit un valoros tezaur de circa 6.000 de monede de argint, dintre care aproximativ 2.000 emise în Țara Românească, în timpul lui Vladislav I și al lui Radu I.
- Primul document scris pe 10 decembrie 1505, sub domnia lui Radu cel Mare, arată intrarea lui Badea și a fiilor săi în satul Suica pe Neagra (Negrișoara) care le fusese dăruit de către Vlad Călugărul (1482–1495).
- La 16 septembrie 1519 este atestat satul Negreni. Negreni, Scornicești și Tătărăi, fiind satele pe locul cărora s-a construit actualul oraș Scornicești.
- În 1821, Tudor Vladimirescu traversează localitatea în drumul lui către București, mulți localnici urmându-l. Se spune că revoluționarul ar fi înnoptat în apropiere, piroanele cailor putând fi găsite și azi. De aici venind și numele de "Drumul lui Crai".
- La 26 ianuarie 1918 se naște la Scornicești Nicolae Ceaușescu (liderul comunist român din 1965 până în 1989).
- Prin Legea administrativ-teritorială Nr. 2 din 16 februarie 1968 prin care au fost reînființate județele, Scorniceștiul a dobândit configurația administrativă de astăzi.
- În anii '70-'80 Scorniceștiul trece printr-un amplu proces de modernizare (industrializare și sistematizare). În localitate, fiind introduse noi facilități necesare unui trai decent. Toate acestea având ca scop ridicarea Scorniceștiului la rang de oraș.
- În 1979 echipa locală de fotbal, FC Olt, promovează în liga I din fotbalul românesc.
- În mai 1989, Scorniceștiul este declarat oraș, împreună cu satele componente.
- În anul 2003 Scorniceștiul apare în prim planul presei naționale, odată cu scandalul transformării Spitalului Orășenesc în Spital de Pneumoftiziologie, populația orașului ieșind în stradă să protesteze împotriva acestei decizii.

## Date geografice
Orașul Scornicești este situat în partea de nord-est a județului, mai precis în Platforma Cotmeana a Podișului Getic și ocupă o suprafață de 158,96 km2 (cea mai mare suprafață din județul Olt) din care circa 14.000 ha sunt redistribuite pentru domeniul agricol. Relieful este de podiș tabular, cu interfluvii largi separate de văi late de 300-500 de metri cu orientare predominant N-S. Altitudinile variază între 180 de metri în zona sudică a localității la granița cu Potcoava, 250-260 de metri pe platou și 220 de metri în zona centrului urban. Din punct de vedere petrografic, zona Scornicești este alcătuită din argile, pietrișuri și nisipuri, roci care determină o serie de procese geomorfologice.
Este străbătut de pârâul Plapcea, afluent al râului Vedea și de afluenții acestuia: Plapcea Mare, Plapcea Mică, Teiuș, Șuica, Mogoșești, Negrișoara etc. Prin zona centrală a orașului trece Plapcea Mică, pârâu cu scurgere predominant primăvara, care este canalizat în zona orașului. 
Pe teritoriul localității, pe cursul acestor râuri au fost amenajate mai multe lacuri (Rusciori - 32 de ha - 1 milion mc, Șuica, Teiuș) care constituie adevărate atracții pentru iubitorii pescuitului.
Ca tip de vegetație tipic pentru zona Scornicești trebuie menționate pădurile de stejar, păduri în care trăiește o bogată faună (cerbi, porci-mistreți, iepuri) motiv pentru care orașul este vizitat anual de sute de împătimiți ai vânătorii.
- Este situat la 48 de km de reședința județului Argeș, Pitești, și la 25 de km de cea a județului Olt, pe drumul european E574 la intersecția acestuia cu DJ703C. Nu are acces la rețeaua de căi ferate, cea mai apropiată gară fiind la 15 km distanță, în orașul Potcoava.

### Comune vecine
- Nord: Poboru și Tătulești
- Vest: Oporelu, Priseaca și Valea Mare
- Sud: orașul Potcoava
- Est: Optași și Sârbii Măgura

### Împărțirea administrativă
Scorniceștiul este împărțit în următoarele sate (cartiere):
1. Scornicești, centrul civic al localității, aici fiind localizate cele aproximativ 70 de blocuri de locuit (circa 1.600 de apartamente), principalele instituții publice ale orașului și zonele de comerț și industrie. Tot în zona centrală se poate vizita casa natală a lui Nicolae Ceaușescu.
2. Piscani. Satul este traversat de DJ703C și de pârâul Plapcea Mică. În această zonă a orașului sunt amplasate stația de sortare a deșeurilor, stația de epurare a apelor uzate și mai multe parcuri de centrale fotovoltaice.
3. Negreni. Satul se află de-a lungul DN65 și de-a lungul pârâului Negrișoara.
4. Jitaru. Satul se află de-a lungul DN65, fiind traversat de pârâurile Plapcea Mică, Plapcea Mare și Mogoșești.
5. Mogoșești.
6. Constantinești. Satul este traversat de Plapcea Mare, pe malurile căreia este situat conacul (monument istoric) care i-a aparținut astronomului Nicolae Coculescu.
7. Șuica. Este dispus de-a lungul pârâului Șuica, pe acest curs de apă fiind amenajat un lac de acumulare și agrement.
8. Teiuș. Satul este situat pe platoul ce domină valea pârâului cu același nume, curs de apă care, de asemenea, formează un lac de acumulare.
9. Rusciori. Se află pe DJ703C și pe valea Plapcei Mici în partea de nord a Scorniceștiului. Aici sunt situate lacul de acumulare și complexul turistic omonime.
10. Bircii.
11. Chițeasca.
12. Mărgineni.
13. Mihăilești.

## Demografie
Componența etnică a orașului Scornicești
     Români (90,12%)
     Alte etnii (0,21%)
     Necunoscută (9,67%)
Componența confesională a orașului Scornicești
     Ortodocși (89,26%)
     Alte religii (0,79%)
     Necunoscută (9,95%)
Conform recensământului efectuat în 2021, populația orașului Scornicești se ridică la 10.795 de locuitori, în scădere față de recensământul anterior din 2011, când fuseseră înregistrați 11.766 de locuitori. Majoritatea locuitorilor sunt români (90,12%), iar pentru 9,67% nu se cunoaște apartenența etnică. Din punct de vedere confesional, majoritatea locuitorilor sunt ortodocși (89,26%), iar pentru 9,95% nu se cunoaște apartenența confesională.
|  | Graficele sunt indisponibile din cauza unor probleme tehnice. Mai multe informații se găsesc la Phabricator și la wiki-ul MediaWiki. |

Date: Recensăminte sau birourile de statistică - grafică realizată de Wikipedia

## Politică și administrație
Orașul Scornicești este administrat de un primar și un consiliu local compus din 17 consilieri. Primarul, Daniel Tudor[*], de la Partidul Social Democrat, este în funcție din octombrie 2020. Începând cu alegerile locale din 2024, consiliul local are următoarea componență pe partide politice:
|  | Partid                    | Consilieri | Componența Consiliului | Componența Consiliului | Componența Consiliului | Componența Consiliului | Componența Consiliului | Componența Consiliului | Componența Consiliului | Componența Consiliului | Componența Consiliului | Componența Consiliului | Componența Consiliului | Componența Consiliului | Componența Consiliului | Componența Consiliului | Componența Consiliului |
|  | ------------------------- | ---------- | ---------------------- | ---------------------- | ---------------------- | ---------------------- | ---------------------- | ---------------------- | ---------------------- | ---------------------- | ---------------------- | ---------------------- | ---------------------- | ---------------------- | ---------------------- | ---------------------- | ---------------------- |
|  | Partidul Social Democrat  | 15         |                        |                        |                        |                        |                        |                        |                        |                        |                        |                        |                        |                        |                        |                        |                        |
|  | Partidul Național Liberal | 1          |                        |                        |                        |                        |                        |                        |                        |                        |                        |                        |                        |                        |                        |                        |                        |
|  | Partidul S.O.S. România   | 1          |                        |                        |                        |                        |                        |                        |                        |                        |                        |                        |                        |                        |                        |                        |                        |

## Infrastructura
Zona centrală a Scorniceștiului beneficiază de alimentare cu apă dintr-o rețea reabilitată și de o rețea de canalizarea cu lungimea de 10,5 km. Apele menajere sunt epurate în stația din satul Piscani. Există planuri pentru extinderea acestor rețele la nivelul întregii localități.
Rețeaua cu gaze alimentează zona urbană și 40 de gospodării din satul Bircii.
În privința rețelei de drumuri, centrată pe DN65, atât satele componente, cât și zona centrală beneficiază de drumuri cu covor asfaltic.
Există un sistem nou de colectare și depozitare a deșeurilor menajere înființat în 2008.

## Economia

### Agricultura
Până în 1989 Scorniceștiul devenise un important centru agricol și agroindustrial cu activități în toate ramurile agriculturii: culturi de cereale în regim intensiv (inclusiv suprafețe irigate), pomicultură (cultura prunului și mărului), legumicultură (complex de sere), zootehnie bazată pe complexe de creștere a păsărilor, a ovinelor și a bovinelor. După 1989, odată cu revenirea proprietății individuale asupra terenului, activitatea agricolă a suferit un recul. În prezent există o componentă de agricultură de subzistență practicată de micii fermieri și o componentă, cu tendință ascendentă, de agricultură bazată pe obținerea profitului. Această a doua categorie cuprinde ferme de exploatare a terenurilor arabile și ferme de creștere a porcinelor, a păsărilor și a ovinelor.

### Industria
Industria orașului a suferit două mari curbe descendente: una la începutul anilor 2000, când au dispărut fabricile de procesare a produselor alimentare și alta în perioada 2008–2010, când fabrica de piese și subansamble auto a fost închisă, iar mare parte din fabricile de confecții textile, apărute în anii 1990, au avut parte de restructurări masive. În prezent, sectorul industrial se rezumă la fabrici de confecții textile, unități de topire, turnare și prelucrare a aluminiului și unități din industria alimentară.

### Comerțul
Activitatea comercială în Scornicești a luat amploare odată cu dezvoltarea urbană a localității și, în prezent, constă într-o piață agroalimentară, un supermarket, mai multe magazine alimentare, de îmbrăcăminte, farmacii și alte unități necesare pentru aprovizionarea localnicilor și a locuitorilor comunelor învecinate.

## Învățământ
- Școala cu clasele I-VIII "Nicolae Coculescu" Scornicești
- Școala cu clasele I-VIII Jitaru
- Școala cu clasele I-VIII Mărgineni
- Școala cu clasele I-VIII "Ion Popescu-Negreni" Negreni
- Liceul Tehnologic "Constantin Brâncoveanu"

## Cultura
În oraș se găsesc două instituții de cultură: Casa de Cultură și Biblioteca Orășenească. În trecut, a existat și un Muzeu Orășenesc, dar din lipsă de fonduri și de vizitatori a fost desființat. Aceeași soartă având-o și singurul cinematograf al orașului. Cunoscutul ansamblu folcloric Călușul Scornicești, la care au activat de-a lungul timpului numeroși interpreți și dansatori, are acum doar secție pentru juniori. Tradiția călușului este totuși prezentă în fiecare an la sfârșitul lunii iulie, în timpul festivalului „Sărbătoarea pâinii”. Festival de muzică și dansuri populare dedicat încheierii recoltatului grâului.

### Monumente Istorice:
- Biserica din lemn "Cuvioasa Paraschiva" - Rusciori - 1885;
- Biserica "Cuvioasa Paraschiva" - Mihăilești-Popești - 1854;
- Biserica "Paraschiva" - Șuica - 1810;
- Biserica "Adormirea Maicii Domnului" - Teiuș - 1866;
- Biserica "Sfântul Nicolae" - Negreni - 1871;
- Ruinele Bisericii "Sf. Haralambie" - Constantinești - 1818;
- Biserica "Cuvioasa Paraschiva" - Tătărăi - 1817;
- Biseica "Intrarea în biserică" - Șuica - 1830;
- Biserica "Sf. Constantin" - Scornicești.

## Sănătate
Pe teritoriul orașului se află Secția de Pneumoftiziologie a Spitalului Județean Slatina, Policlinica orașului, un centru de permanență, o subunitate SMURD și Stația de ambulanță. De remarcat este că pe teritoriul orașului nu există un spital de urgență, cea mai apropiată unitate fiind Spitalul Județean Slatina.

## Sport
Scorniceștiul beneficiază de un stadion de fotbal cu o capacitate de 18.000 de locuri. Dotările stadionului în momentul construcției includeau: scaune la tribuna I, tribună oficială, spații pentru presă, vestiare, saună, bazin de înot sub tribuna II, gazon cu sistem de drenare al apei, camere de locuit pentru cantonamente (sub tribuna I). Din păcate, în prezent, stadionul este într-o stare de degradare avansată.
De asemenea, în Scornicești se mai găsesc două săli de sport.
Echipa de fotbal FC Olt Scornicești a jucat mai multe sezoane în Liga 1, promovând în 1981 și fiind retrogradată în 1990. La FC Olt au evoluat jucători cunoscuți ca: Dorinel Munteanu, Victor Pițurcă sau Dan Petrescu. Acum echipa joacă în liga a 4-a.
Pe lângă stadionul de la intrarea în oraș, mai sunt 2 săli de sport: una în centrul orașului lângă spitalul de pneumoftiziologie și cealaltă în incinta liceului tehnologic „Constantin Brâncoveanu”.

## Turism
Casa natală a fostului președinte Nicolae Ceaușescu este singurul monument turistic valorificat. Hotelul "President", situat în apropierea DN65 (E574) - 4*, căruia i se adaugă o serie de hanuri și moteluri, asigură cazarea în zonă. Pe malul lacului Rusciori, la 5 km N de centrul orașului, se află complexul turistic "Rusciori" care oferă atât cazare, restaurant și lac de pescuit. De asemenea, pe lacurile Șuica și Teiuș se practică pescuitul sportiv. La 15 km N de Scornicești este pădurea Seaca - rezervație de vânătoare, care oferă posibilități de cazare în fosta cabană de protocol. Tot în zona pădurii Seaca se află bisericile de lemn Seaca și Cornățel, monumente istorice din secolele al XV-lea - al XVI-lea.

## Personalități
- Nicolae Ceaușescu (1918–1989),liderul comunist român din 1965 până la executarea lui
- Ion Popescu Negreni (1907–2001), pictor
- Cornelia Lazăr Turianu (n. 1923), actriță
- Emil Dică (n. 1982), fotbalist
- Vasile Bărbulescu (1926–1991), demnitar comunist și cumnat cu Nicolae Ceaușescu